# Bruce C. Murray
Bruce Churchill Murray (Nova Iorque, 30 de novembro de 1931 — Oceanside, 29 de agosto de 2013) foi um professor emérito de ciência planetária e geólogo do Instituto de Tecnologia da Califórnia. Foi também o diretor do Laboratório de Propulsão a Jato da NASA de 1 de abril de 1976 até 30 de junho de 1982. Foi também um dos co-fundadores da Sociedade Planetária.

## Biografia

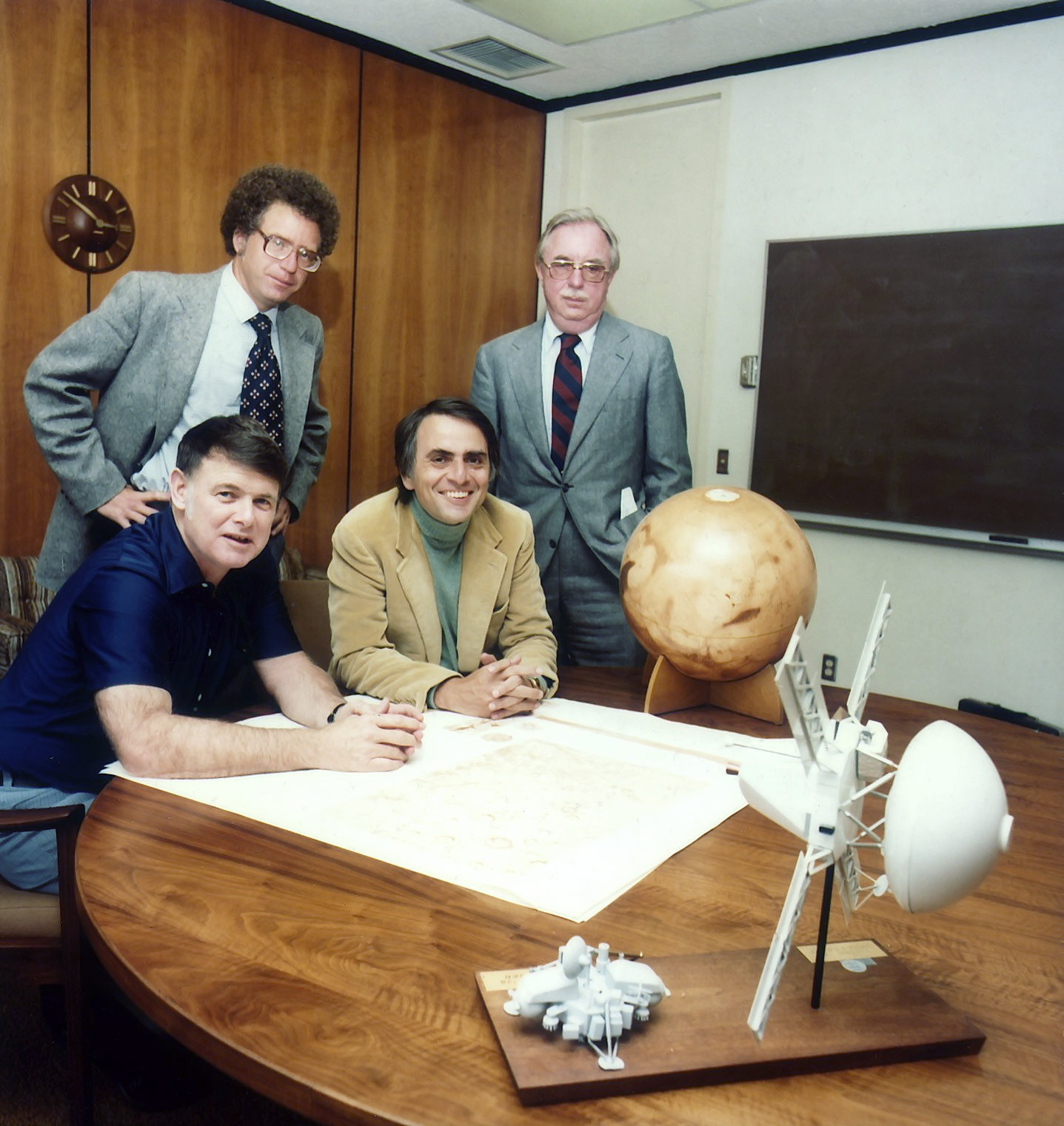
Os fundadores da Sociedade Planetária. Bruce C. Murray está sentado à esquerda.

Ele recebeu seu Ph.D. em geologia pelo MIT em 1955 e logo foi contratado pela Chevron da Califórnia, depois trabalhou para a Força Aérea dos Estados Unidos e por fim, arranjou um trabalho civil após ingressar no Instituto de Tecnologia da Califórnia em 1960. Ele se tornou um professor associado em 1963, e mais tarde, um professor integral em 1969, vindo a se tornar professor emérito em 2001.
Com Carl Sagan e Louis Friedman, Murray fundou a ONG Sociedade Planetária. Ele também serviu a mesma sendo presidente por um mandato.
Murray era casado com Suzanne Moss, e teve cinco filhos. Morreu na sua casa, em Oceanside, a 29 de agosto de 2013, de complicações da doença de Alzheimer, com 81 anos.

## Prêmios e homenagens
- Murray foi premiado com o Carl Sagan Memorial Award em 1997, sendo o primeiro a ganhar tal prêmio.
- Em 2004, foi premiado com o Telluride Tech Festival Award of Technology na cidade de Telluride, no estado americano do Colorado.

O asteroide 4957 Brucemurray foi nomeado em sua homenagem.